# Église de la Sainte-Famille de Villeurbanne
Pour les articles homonymes, voir Église de la Sainte-Famille.
 (septembre 2020).
Si vous disposez d'ouvrages ou d'articles de référence ou si vous connaissez des sites web de qualité traitant du thème abordé ici, merci de compléter l'article en donnant les références utiles à sa vérifiabilité et en les liant à la section « Notes et références ».
L’église de la Sainte-Famille est un édifice religieux catholique français, situé à Villeurbanne dans la métropole de Lyon.

## Présentation
Située 9, rue Longchamp, dans le quartier de Croix-Luizet, l'église consacrée le 23 octobre 1927, est la première construite en béton dans l’agglomération lyonnaise.

## Histoire
L’église est construite au cœur d’une importante communauté catholique italienne animée par l’abbé Joseph Bordes. Il crée une chapelle dans une baraque Adrian, sur un vaste terrain donné par la famille Beaumont. Les fidèles italiens apportent une statue de saint Roch, auquel ils vouent un culte particulier. Puis une association prend en charge la construction d’une première chapelle en dur, du presbytère, et suivront ainsi d’autres bâtiments et un terrain de sport, formant la cité de la Sainte-Famille. En 1926, est décidée la construction d’une église plus vaste. L’architecte Louis Mortamet, élève de Tony Garnier, propose un édifice Art déco qui s’inspire des principes de l’architecte bénédictin Dom Bellot. Il comporte un clocher, jamais achevé par manque de subsides.
L’église est consacrée le 23 octobre 1927 par l’évêque de Grenoble, car elle appartient au diocèse de cette ville et ne sera rattachée au diocèse de Lyon qu'en 1954. Malgré la ferveur de la communauté et les fêtes, l’église est au milieu de l’« affaire de la Sainte-Famille » qui oppose riverains et promoteurs immobiliers, et le lieu de culte est fermé en 1975. Les riverains, regroupés dans la société immobilière de la Cité de la Sainte-Famille, permettent au culte de reprendre en 1995. La cloche de 800 kg, fondue en 1938 grâce au cuivre donné par les habitants du quartier, baptisée Marie-Joseph, retrouve sa place dans le clocher. Depuis 1996, l’église abrite une biennale d’art sacré.

## Architecture

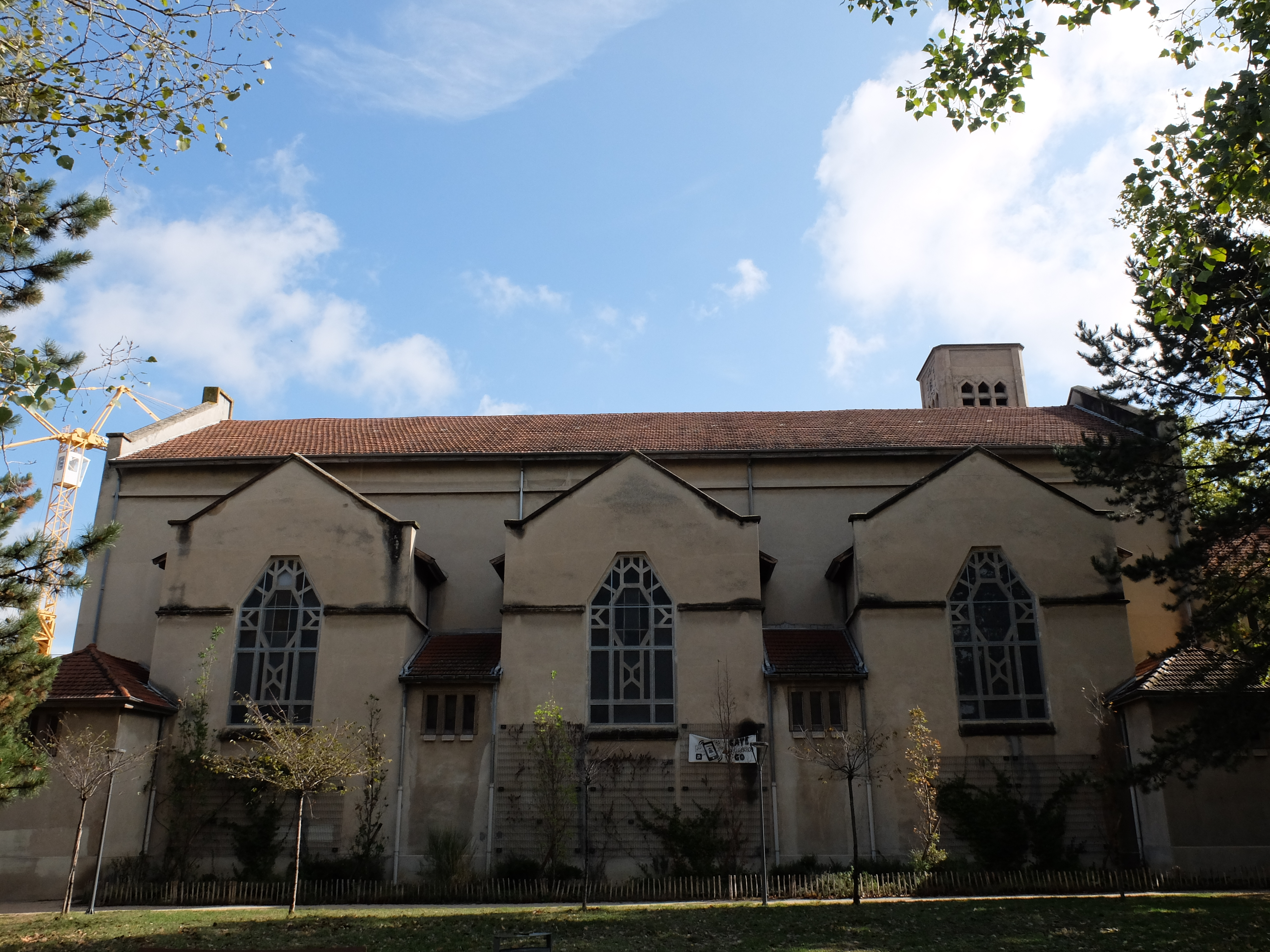
Façade ouest de l'église

L’église présente un grand volume permis par la technique de construction : des arcs transversaux en béton, sur le modèle de l’« arc en or » de Dom Bellot, supportent des poutrelles longitudinales et la voûte en briques. La nef est flanquée de collatéraux très étroits qui servent de circulations. Une grande rose s’ouvre sur la façade. Le clocher, de plan carré, devait être surmonté d’un clocheton cylindrique à flèche conique, comme celui réalisé par Louis Mortamet en 1952 à Saint-Charles de Serin.
La décoration est assurée par les vitraux de Georges Décôte (1870-1951), auteur de vitraux et de mosaïques à la basilique Notre-Dame de Fourvière et à l’église du Saint-Sacrement de Lyon, des peintures murales et décors de mosaïque de J. Mayosson, et une sculpture représentant saint Roch par Georges Salendre. Son style austère n’ayant pas la faveur des fidèles, une statue sulpicienne plus conventionnelle est ajoutée.